# Celaena nigrobrunneata
Celaena nigrobrunneata là một loài bướm đêm trong họ Noctuidae.